# McDonald Hobley
McDonald Hobley, nacido Dennys Jack Valentine McDonald-Hobley, (9 de junio de 1917, Puerto Stanley, Islas Malvinas - 30 de julio de 1987, Reino Unido) fue uno de los primeros locutores de televisión de la BBC apareciendo entre 1946 y 1956.

## Niñez y carrera temprana
Hobley era el hijo de Charles McDonald Hobley, el capellán naval en la Catedral de la Iglesia de Cristo, y su esposa Gladys, de soltera Blanchard. Fue bautizado Dennys Jack Valentine McDonald-Hobley y asistió a la universidad de Brighton, una escuela pública, en 1931-36. Comenzó su carrera como actor en teatro de reparto, bajo los nombres artísticos Val Blanchard y Robert Blanchard, usando el apellido de soltera de su madre, y estuvo de gira antes de la Segunda Guerra Mundial.

## Servicio militar
Durante la Segunda Guerra Mundial sirvió en la Royal Artillery. Estuvo involucrado en un complot para secuestrar a Adolf Hitler y llevarlo a Gran Bretaña, finalmente descartado. También se desempeñó en Ceilán con el British Forces Broadcasting Service.

## Posguerra
Tras ser desmovilizado, fue seleccionado como locutor para la reactivación de la BBC tras la guerra, apareciendo en varios programas y espectáculos. Él dirigió el equipo de locutores que incluyeron a Peter Haigh y Sylvia Peters. Hobley también era un presentador de la BBC TV para Niños Sordos entre 1953 y 1955. También fue locutor en una radio. Más tarde reapareció en noviembre de 1986 como locutor en la segunda señal de la BBC, para celebrar el 50 aniversario de la cadena.
Dejó la BBC para unirse a la apertura de Granada Television en 1956. Más tarde participó en series de drama y comedia. Justo antes de su muerte, regresó a las Malvinas para una transmisión del Channel 4 de la entonces British South Atlantic Dependences. En julio de 1987 estaba ensayando las líneas de algunos nuevos programas producidos por David Tudor, pero presentaba un inusual problema: no podía aprenderse los guiones y le cancelaron los contratos. A los pocos días falleció.